# Corallus cookii
Il boa arboricolo di Cook (Corallus cookii Gray, 1842) è un serpente appartenente alla famiglia Boidae, endemico dell'isola di Saint Vincent, nelle Antille.

## Descrizione
Si riconosce dalle specie congeneri per le dimensioni più ridotte e per la mancanza di variazioni cromatiche.

Gli adulti hanno una lunghezza di circa 1,52 m. Nei maschi il dorso è grigio, mentre nelle femmine è più scuro. Negli esemplari giovani la testa ha diverse sfumature verdastre.

## Distribuzione e habitat
L'areale della specie è stato ristretto da Henderson (1997) alle sole foreste dell'isola di Saint Vincent, nel Mar dei Caraibi.